# Sevastianos Rossolatos
Sevastianos Rossolatos (grego Σεβαστιανός Ροσσολάτος; Hermópolis, Siro, 19 de junho de 1944) é um clérigo grego e arcebispo católico romano emérito de Atenas.

## Biografia
Sevastianos Rossolatos frequentou a escola primária na ilha de Siro e depois o fundamental e médio em Atenas, em uma escola dirigida pelos Irmãos Maristas. Entre 1962-1968 continuou seus estudos de Filosofia e Teologia no Colégio Grego em Roma e conclui o bacharelado na Pontifícia Universidade Gregoriana. Fala grego, italiano e francês.  Em 21 de julho de 1968, recebeu o sacramento da ordem e incardinado como padre da Diocese de Siro através do bispo Georgios Xenopoulos SJ.
Rossolatos trabalhou como reitor do Santuário Faneromeni em Siro e como diretor do jornal diocesano. Também ocupou vários cargos nas comissões da Conferência Episcopal da Igreja Católica Romana na Grécia. Mais tarde, Padre Rossolatos foi também chanceler da cúria diocesana, membro do Tribunal Eclesiástico da diocese e professor de religião em várias escolas públicas. Além disso, colaborou em cursos de preparação matrimonial na diocese de Siro.
Em 12 de agosto de 2014, o Papa Francisco o nomeou Arcebispo Católico Romano de Atenas e Administrador Apostólico ad nutum Sanctae Sedis de Rodes. Seu predecessor Arcebispo Nikolaos Foskolos deu-lhe a consagração episcopal em 25 de outubro do mesmo ano na Catedral Basílica de São Dionísio Areopagita em Atenas. Os co-consagradores foram o bispo emérito de Siro e Santorini, Frangkiskos Papamanolis OFM Cap, e o arcebispo de Naxos, Andros, Tinos e Mykonos, Nikolaos Printesis.
Em 2016, Arcebispo Sevastianos Rossolatos foi eleito presidente do Santo Sínodo dos Bispos Católicos da Grécia, a conferência episcopal da Igreja Católica Romana na Grécia, sendo sucedido por Petros Stefanou.
Arcebispo Rossolatos foi o consagrador principal do Arcebispo Georgios Altouvas (2021) e de seu sucessor, Arcebispo Theodoros Kontidis, SJ (2021). Também foi principal co-consagrador do Bispo Manuel Nin, OSB (2016) e do Arcebispo Josif Printezis (2021).
Em 14 de julho de 2021, o Papa Francisco aceitou a renúncia do Arcebispo Rossolatos por motivos de idade.

Diante da renúncia de Mons. Petros Stefanou, aceita em 11 de abril de 2025 pelo Papa Francisco, Mons. Rossolatos foi nomeado Administrador Apostólico sede vacante et ad nutum Sanctae Sedis de Siro, Milos e Santorini e de Creta.